# Гегжнас, Болеслав Доминикович
Болеслав Доминикович Гегжнас (1906—1952) — участник Великой Отечественной войны, командир взвода 18-й отдельной разведывательной роты 16-й стрелковой дивизии 2-й гвардейской армии 1-го Прибалтийского фронта, старший сержант. Герой Советского Союза.

## Биография
Родился в 1906 году в г. Санкт-Петербурге в семье рабочего. Литовец.
Работал на одном из предприятий Ленинграда. В Советской Армии в 1939—1940 годах и с мая 1943 года. В действующей армии с 21 июня 1943 года. Член ВКП(б)/КПСС с 1944 года.
Командуя взводом 18-й отдельной разведывательной роты старший сержант Болеслав Гегжнас во время наступления советских войск на кельмеском направлении (Литовская ССР) в период с 6 по 9 октября 1944 года в числе первых освобождал г. Шилале, затем форсировал реку Юра. Был ранен, но не покинул поля боя.
С 1945 года младший лейтенант Гегжнас — в запасе. Жил и работал в Ленинграде.
Умер в 1952 году. Похоронен на Богословском кладбище.

## Награды
- Звание Героя Советского Союза присвоено 24 марта 1945 года[2].
- Награждён орденом Ленина, двумя орденами Красного Знамени, орденом Красной Звезды и медалями.